# Glaucium elbursium
Glaucium elbursium är en vallmoväxtart. Glaucium elbursium ingår i Hornvallmosläktet som ingår i familjen vallmoväxter.

## Underarter
Arten delas in i följande underarter:
- G. e. elbursium
- G. e. ventii